# Megachactops coriacea
Espèce
Synonymes
- Chactopsis coriaceo González-Sponga, 1991
- Chactopsis coriacea González-Sponga, 1991
- Megachactops coriaceo (González-Sponga, 1991)

Megachactops coriacea est une espèce de scorpions de la famille des Chactidae.

## Distribution
Cette espèce est endémique de l'État d'Amazonas au Venezuela. Elle se rencontre vers  Río Negro au pied du Pico da Neblina à 140 m d'altitude.

## Systématique et taxinomie
Cette espèce a été décrite sous le protonyme Chactopsis coriacea par González-Sponga en 1991. Elle est placée dans le genre Megachactops par Ochoa, Rojas-Runjaic, Pinto-da-Rocha et Prendini en 2013.

## Publication originale
- González-Sponga, 1991 : Aracnidos de Venezuela. Escorpiones del tepui 'La Neblina', Territorio Federal Amazonas, Venezuela (Scorpionida: Chactidae: Buthidae). Boletin de la Academia de Ciencias Fisicas Matematicas y Naturales (Caracas), vol. 51, no 163/164, p. 11-62.